# Вінс Тейлор (музикант)
Вінс Тейлор (англ. Vince Taylor; справжнє ім'я Брайан Моріс Холден; 14 липня 1939, Айлворт — 28 серпня 1991, Лютрі) — британський рок-музикант. 
Його кар'єра розпочалася в Америці та Англії й найбільш успішно склалася у Франції. Разом зі своєю групою The Playboys займався, в основному, кавер-версіями рок-н-рольних хітів. Його власний твір «Brand New Cadillac» (1959) було пізніше переспівано групою The Clash, і дана композиція ввійшла до їхнього альбому «London Calling» (1979). 
Постать самого Тейлора надихнула Девіда Боуї на написання «Ziggy Stardust».